# Xã French Creek, Quận Allamakee, Iowa
Xã French Creek (tiếng Anh: French Creek Township) là một xã thuộc quận Allamakee, tiểu bang Iowa, Hoa Kỳ. Năm 2010, dân số của xã này là 225 người.